# 沃洛德米里夫卡 (瓦西里夫卡區)
47°23′17″N 35°27′23″E / 47.38806°N 35.45639°E
沃洛德米里夫卡（烏克蘭語：Володимирівка）是位於烏克蘭東南部的村莊，由扎波羅熱州瓦西里夫卡區的羅茲多爾市鎮負責管轄。該村始建於1921年，面積0.39平方公里，海拔高度87米，2001年人口18，人口密度每平方公里46.2人。